# Dendrocolaptinae
Dendrocolaptinae es una subfamilia de aves paseriformes perteneciente a la familia Furnariidae que incluye a 16 géneros con alrededor de 70 especies nativas de la América tropical (Neotrópico), donde se distribuyen desde el norte de México, a través de América Central y del Sur, hasta el centro de Argentina. Incluye a los trepatroncos y picoguadañas.

## Etimología
El nombre de la subfamilia deriva del género tipo: Dendrocolaptes Hermann, 1804, que etimológicamente deriva del griego «δενδροκολαπτης dendrokolaptēs»: pájaro que picotea los árboles, que se compone de las palabras «δενδρον dendron»: árbol y «κολαπτω kolaptō»: picotear.

## Características
Esta subfamilia es un grupo bastante diverso pero con una marcada especialización a trepar árboles. Las mayoría de las especies habita diversos bosques tropicales y subtropicales y alcanzan su máxima diversidad en el bosque Amazónico. Sus colas rígidas tienen raquises expuestos y curvos que les ayuda a trepar troncos y ramas, de forma similar a los pájaros carpinteros. Se alimentan principalmente de insectos cazados en los troncos de los árboles. Anidan en huecos en árboles, donde ponen dos o tres huevos blancos que incuban durante unos quince días. Muchas de las especies son seguidoras de hormigas esperando para capturar los insectos espantados por las mismas.

## Taxonomía
El Comité de Clasificación de Sudamérica (SACC) divide a la familia Furnariidae en tres subfamilias: Sclerurinae, basal a todos los furnáridos, la presente y Furnariinae; posteriormente se reorganizó la secuencia linear de géneros de acuerdo con los amplios estudios filogenéticos de Derryberry et al. (2011). Aves del Mundo (HBW) además, subdivide Dendrocolaptinae en dos tribus: Sittasomini y Dendrocolaptini.
Otra alternativa, siguiendo a Ohlson et al. (2013), con base en diversos estudios genéticos, sería dividir a la familia Furnariidae en tres familias: Scleruridae,  Dendrocolaptidae, y la propia Furnariidae.
El Comité Brasileño de Registros Ornitológicos (CBRO) adopta el concepto de familia Dendrocolaptidae a partir de la Lista comentada de las aves de Brasil 2015, así como también la clasificación Avibase.

## Tribus y géneros
Siguiendo la secuencia filogenética adoptada por el SACC, la subfamilia agrupa los siguientes géneros:
- Tribu Sittasomini Ridgway, 1911
  - Certhiasomus
  - Sittasomus
  - Deconychura
  - Dendrocincla

- Tribu Dendrocolaptini G.R. Gray, 1840
  - Glyphorynchus
  - Dendrexetastes
  - Nasica
  - Dendrocolaptes
  - Hylexetastes
  - Xiphocolaptes
  - Xiphorhynchus
  - Dendroplex
  - Campylorhamphus
  - Drymotoxeres
  - Drymornis
  - Lepidocolaptes